# Aulos-Sinsat
Aulos-Sinsat é uma comuna francesa na região administrativa da Occitânia, no departamento de Ariège. Estende-se por uma área de 5.05 km², e possui 159 habitantes, segundo o censo de 2018, com uma densidade de 31 hab/km².
Foi criada, em 1 de janeiro de 2019, a partir da fusão das antigas comunas de Aulos e Sinsat.